# Radomin (gemeente)
De gemeente Radomin is een landgemeente in het Poolse woiwodschap Koejavië-Pommeren, in powiat Golubsko-Dobrzyński.
De zetel van de gemeente is in Radomin.
Op 30 juni 2004 telde de gemeente 4144 inwoners.

## Oppervlakte gegevens
In 2002 bedroeg de totale oppervlakte van gemeente Radomin 80,77 km², waarvan:
- agrarisch gebied: 85%
- bossen: 8%

De gemeente beslaat 13,18% van de totale oppervlakte van de powiat.

## Demografie
Stand op 30 juni 2004:
| Omschrijving                   | Totaal | Totaal | Vrouwen | Vrouwen | Mannen | Mannen |
| ------------------------------ | ------ | ------ | ------- | ------- | ------ | ------ |
| eenheid                        | aantal | %      | aantal  | %       | aantal | %      |
| inwoners                       | 4144   | 100    | 2038    | 49,2    | 2106   | 50,8   |
| bevolkingsdichtheid (inw./km²) | 51,3   | 51,3   | 25,2    | 25,2    | 26,1   | 26,1   |

In 2002 bedroeg het gemiddelde inkomen per inwoner 1338,69 zł.

## Administratieve plaatsen (sołectwo)
Bocheniec, Dulsk (w tym przysiółki Spiczyny en Frankowo), Gaj, Jakubkowo, Kamionka, Łubki, Piórkowo, Płonko, Płonne, Radomin, Rętwiny, Rodzone, Szafarnia, Szczutowo, Wilczewko, Wilczewo.

## Aangrenzende gemeenten
Brzuze, Golub-Dobrzyń, Wąpielsk, Zbójno